# Cipriano Piccolpasso

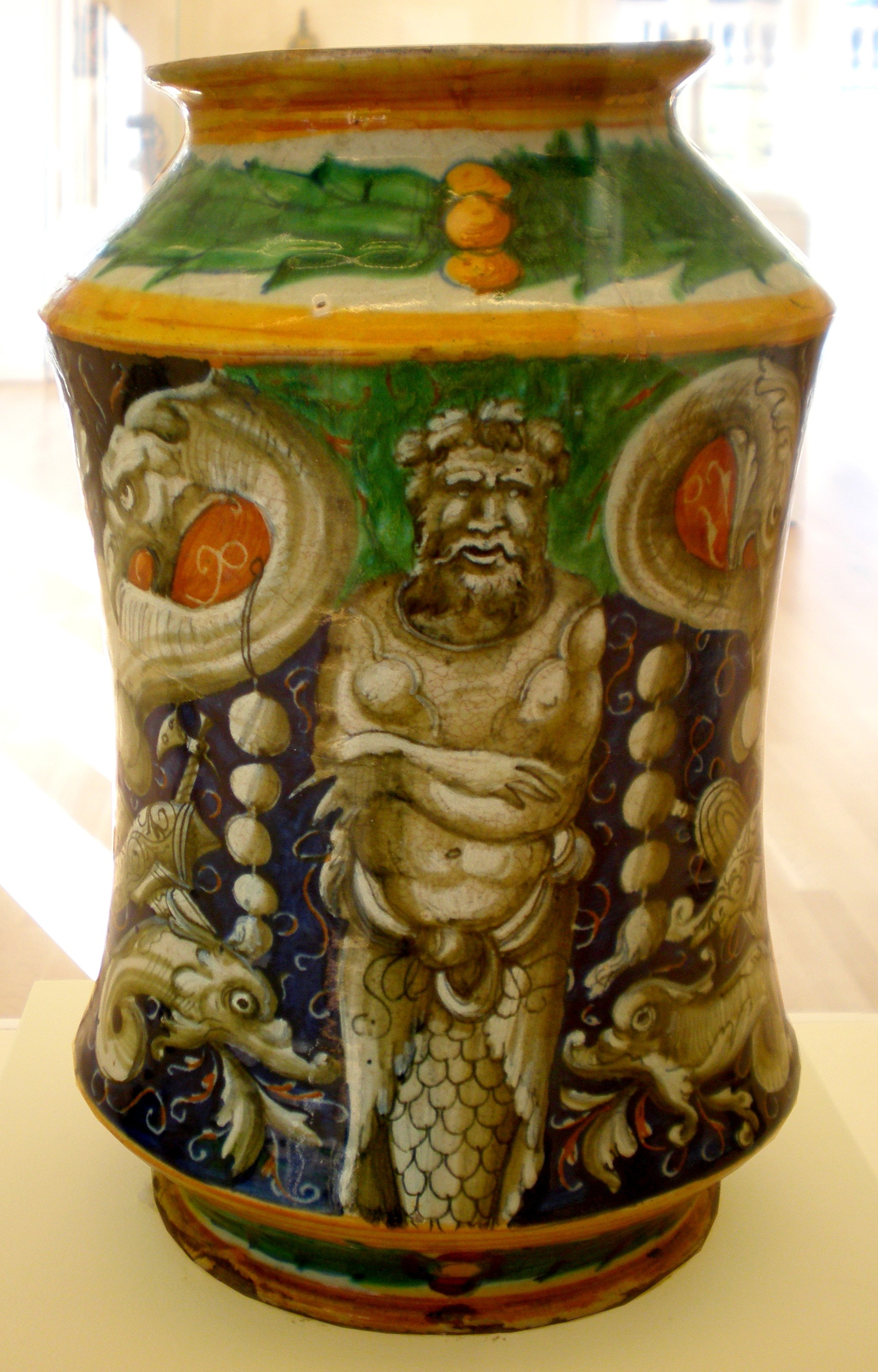
Albarelo de mayólica realizado en Casteldurante (c. 1550).

Cipriano Piccolpasso (Casteldurante  1524 - 21 de noviembre de 1579) fue un arquitecto, historiador, ceramista y pintor de la mayólica italiana, autor de diversos tratados sobre cerámica y diseño de fortalezas.
Procedía de una familia de la aristocracia de Bolonia, que se había establecido en Casteldurante (Urbania), centro de producción de cerámica, y recibió educación humanística y científica. Después de sus primeros trabajos como arquitecto de fortificaciones militares en el centro de Italia (Ancona, Fano, Perugia y Spoleto), regresó a Casteldurante donde fundó una fábrica de mayólica.
Su tratado manuscrito de cerámica, encargo que recibió por parte del cardenal François de Tournon el año 1547 y que no sería publicado impreso hasta 1857/58 (en Roma, en una rica edición acompañada de grabados), se considera como una de las fuentes documentales más importantes del arte de la cerámica y sus técnicas de uso en Italia desde el Renacimiento. La primera mención del proceso de fabricación del amarillo Nápoles se encuentra en dicho tratado escrito entre 1547 y 1556, donde se denomina a este pigmento «zalulino», "para cuya obtención es necesario calentar una mezcla de plomo, antimonio, heces de vino y sal". Su experiencia en ingeniería militar y botánica se recoge en otro tratado que escribió sobre las fortalezas y las plantas de Umbría (1579), por encargo del papa Pio IV.

## Obras
- Cipriano Piccolpasso I tre libri dell'arte del vasaio : nei quali si tratta non solo la pratica, ma brevemente tutti i secreti di essa cosa che persino al di d'oggi e stata sempre tenuta nascosta,del cav. Cipriano Piccolpassi Durantino Roma: Stabilimento tipografico, 1857. Digitalizado en el 2007.

- Cipriano Piccolpasso, Giovanni Cecchini (a cura di), Le piante et i ritratti delle citta e terre dell'Umbria sottoposte al governo di Perugia. Roma, 1963. Spoleto: Panetto e Petrelli.